# Кордова Даса, Эмилио
Эмилио Кордова Даса (исп. Emilio Córdova Daza; род. 8 июля 1991, Лима) — перуанский шахматист, гроссмейстер (2008).
Чемпион Перу (2005). Победитель чемпионата Америки (2016). В составе сборной Перу семикратный участник Олимпиад (2004, 2006, 2010, 2014, 2016, 2018 и 2022). Трёхкратный участник Кубков мира (2017, 2019, 2023).

## Биография
Начал играть в шахматы в возрасте 8 лет, благодаря своему отцу. Уже в возрасте 9 лет одержал победу в Панамериканском чемпионате до 10 лет с результатом 9 из 9. В 2002 году Кордова одержал победу среди юношей до 12 лет, а в 2003 году среди юношей до 12 лет разделил первое место с Фабиано Каруаной. 
Одним из тренеров Кордовы в подростковом возрасте был гроссмейстер Георгий Кастаньеда, являвшийся на то время главным тренером сборной Перу.
В 2005 году он стал самым молодым международным мастером Перу и Южной Америки, пока Хорхе Кори Тельо не побил этот рекорд.
В 2007 году в возрасте 15 лет Кордова одержал победу на турнире в Аргентине, а затем не вернулся домой. Он был обнаружен полицией в Бразилии, где проживал с танцовщицей одного из местных клубов.
Эмилио Кордова закончил обучение в университете Вебстера в 2021 году. Во время обучения Эмилио регулярно играл за сборную команду университета. Выступая за команду, одержал победу в кубке президента США, одержав рекордную седьмую победу для команды Вебстера в национальных студенческих чемпионатах.
Проживает в США в городе Сент-Луис. Является амбассадором Сент-Луисского шахматного клуба, регулярно проводит прямые трансляции на Youtube и Twitch-каналах клуба.